# Setophaga citrina
El chipe encapuchado (Setophaga citrina), también conocido como reinita encapuchada, es una especie de ave paseriforme de la familia de los parúlidos que cría en América del Norte y pasa el invierno en México, las Antillas y América Central.

## Descripción
Mide 12 o 13 cm de longitud promedio en su edad adulta. El macho es presenta una característica capucha negra que rodea la cara amarilla. El resto del plumaje de las partes dorsales es oliváceo, y el de las partes ventrales (exceptuando garganta y parte superior del pecho) amarillo.